# Millsboro
Millsboro és una població dels Estats Units a l'estat de Delaware. Segons el cens del 2000 tenia 2.360 habitants.

## Demografia
Segons el cens del 2000, Millsboro tenia 2.360 habitants, 1.045 habitatges, i 619 famílies. La densitat de població era de 526,7 habitants/km².
Dels 1.045 habitatges en un 23,6% hi vivien nens de menys de 18 anys, en un 43,2% hi vivien parelles casades, en un 13,2% dones solteres, i en un 40,7% no eren unitats familiars. En el 36,9% dels habitatges hi vivien persones soles el 19,9% de les quals corresponia a persones de 65 anys o més que vivien soles. El nombre mitjà de persones vivint en cada habitatge era de 2,13 i el nombre mitjà de persones que vivien en cada família era de 2,77.
Per edats la població es repartia de la següent manera: un 21,4% tenia menys de 18 anys, un 6,2% entre 18 i 24, un 24,3% entre 25 i 44, un 21,5% de 45 a 60 i un 26,6% 65 anys o més.
L'edat mediana era de 43 anys. Per cada 100 dones de 18 o més anys hi havia 68,9 homes.
La renda mediana per habitatge era de 27.379 $ i la renda mediana per família de 32.708 $. Els homes tenien una renda mediana de 30.700 $ mentre que les dones 22.100 $. La renda per capita de la població era de 15.157 $. Aproximadament el 14,7% de les famílies i el 18,2% de la població estaven per davall del llindar de pobresa.

## Poblacions més properes
El següent diagrama mostra les poblacions més properes.